# 彼得山 (德国)
47°42′45″N 12°7′33″E / 47.71250°N 12.12583°E

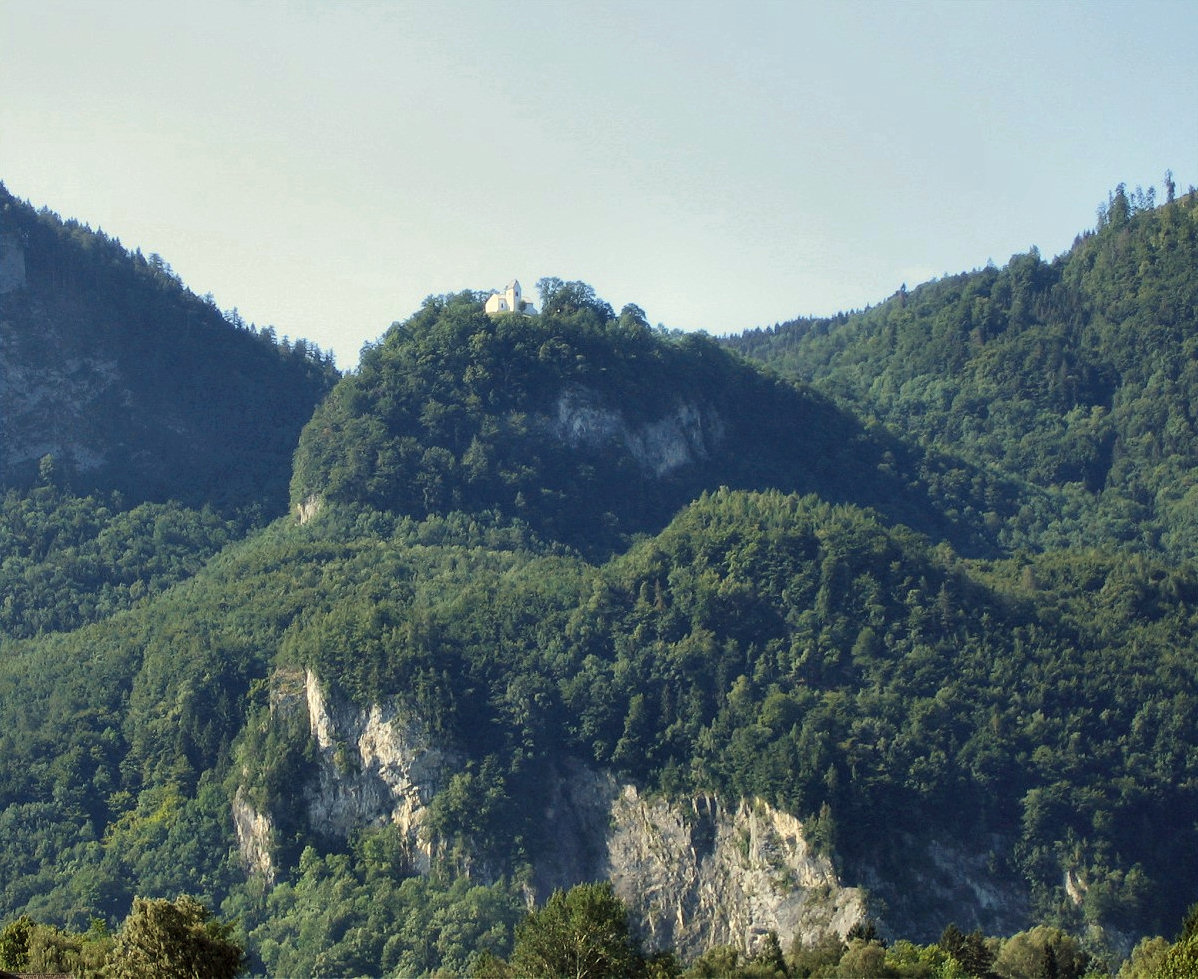

彼得山（德語：Petersberg），是德國的山峰，位於該國東南部，由巴伐利亞負責管轄，屬於巴伐利亞前阿爾卑斯山脈的一部分，處於因河畔弗林茨巴赫，海拔高度847米，每年平均降雨量1,847毫米。